# Mecerreyes
Mecerreyes és una localitat de 312 habitants veïna de Covarrubias, a la província de Burgos (Espanya) Als seus habitants se'ls anomena "guiletos".

## Demografia
| 1991 | 1996 | 2001 | 2004 |
| ---- | ---- | ---- | ---- |
| 306  | 319  | 305  | 287  |

## Cultura
Mecerreyes té una gran tradició en la música tradicional burgalesa sobretot per l'aportació de grans dulzaineros ya que la dulzaina sempre ha sigut un instrument amb gran importància a Mecerreyes. Les festes són a San Martín, malgrat que també hi són les festes d'estiu que se celebren l'última semana d'agost.

## Servicis
El poble compta amb 2 bars, botiga de queviures, xarcuteria, fruiteria i un restaurant.

## Paisatge
Respecte al paisatge es combina un paisatge castellà llaurat amb boscos. Localitat situada en la Ruta de la Llana i en el camí del Cid, ruta del desterrament del Cid.

## Oficis tradicionals
Antiguament hi havia carboners, canters, carreters, teixidors, romaners, etc.